# Саборни храм Светог Пантелејмона
Саборни храм Светог Пантелејмона или Саборна црква Светог Панталеона (укр. Пантелеймонівський собор) је православна саборна црква у Кијеву. Упоређује се Саборном црквом Светог Александра Невског у Талину и сматра се врхунцем архитектуре руског стила. 

## Историјат
Саборни храм Светог Пантелејмона је изграђен по нацрту руског препорода Јевгенија Јермакова између 1905. и 1912. године. Свечано је освештен 1. јула 1914, када је поред главног имао још два олтара. Један је посвећен чудима Архангела Михаила у Хонијару, а други Светом Сергију Радоњешком. Део моштију исцелитеља Светог Пантелејмона припада једном од главних светилишта храма за које парохијани верују да додиривање може излечити било коју болест. Саборни храм је био затворен за богослужење и опљачкан 1920-их. Током Источног фронта је претрпео тешка оштећења која су довела до његовог скоро потпуног уништења. На овом месту је на јесен 1941. пролазила линија одбране Кијева, а зграда храма је имала велики војно–стратешки значај као висока зграда са које се може гађати, па је црква погођена и била је у лошем стању. После рата је садржао радионице Института за механику Националне академије наука Украјине. Саборни храм је од 7. маја 1990. поново био у власништву украјинске православне цркве када су почели радови на рестаурацији, обновљена је главна црква женског манастира и друга црквена зграда која је, по стилу, била у складу са саборним храмом. Од 1993. године је у близини храма отворена испосница кијевског женског манастира. Саборни храм Светог Пантелејмона је освештан 1998, а одлуком Светог синода Украјинске православне цркве је постао посебан женски манастир 2002. године. Данас Саборни храм Светог Пантелејмона представља огранак или скит манастира Светог Михаила у Кијеву. Садржи црну централну куполу и четири куполе на угловима, као и ниске галерије око зграде.